# Napoleon i Franciszek II po bitwie pod Austerlitz
Napoleon i Franciszek II po bitwie pod Austerlitz – obraz olejny namalowany przez polskiego malarza Aleksandra Stankiewicza w 1841.
Obraz przedstawia spotkanie cesarza Francuzów Napoleona I i cesarza rzymskiego Franciszka II Habsburga po bitwie pod Austerlitz 2 grudnia 1805.
Obraz znajduje się w zbiorach Muzeum Narodowego w Warszawie.